# Paustry
Paustry (do 1945 r. niem. Paustern) – wieś w Polsce położona w województwie warmińsko-mazurskim, w powiecie bartoszyckim, w gminie Górowo Iławeckie. W latach 1975–1998 miejscowość administracyjnie należała do województwa olsztyńskiego.

## Historia
W 1889 r. był to majątek ziemski o areale 296 ha.
W 1983 r. we wsi był PGR oraz 12 indywidualnych gospodarstw rolnych. W rozproszonej zabudowie było 13 domów z 61 mieszkańcami. Indywidualne gospodarstwa rolne obejmowały łącznie 174 ha ziemi i hodowały 145 sztuk bydła (w tym 72 krowy mleczne), 151 sztuk nierogacizny, 16 koni i 39 owiec. W tym okresie we wsi działał punkt biblioteczny.